# Alle otto della sera
Alle otto della sera è stato un programma radiofonico di divulgazione culturale, trasmesso alle 20:00 con cadenza giornaliera, dal lunedì al venerdì, dalle frequenze di Rai Radio 2. A lungo è stato il programma culturale radiofonico che in Italia ha registrato gli ascolti più alti.

## Storia del programma
Il programma è nato nella seconda metà del 1999 da un'idea dell'allora direttore di Radio 2, Sergio Valzania; dal novembre 1999 al settembre 2009 è stato prodotto e trasmesso senza interruzioni. Ogni puntata durava 28 minuti, con 17-18 minuti di parlato inframmezzato da due o tre brani musicali che fungevano da spazio di decompressione sia per il conduttore che per gli ascoltatori.
La sigla del programma, utilizzata come sottofondo, era la canzone The Long Voyage di Hector Zazou, tratta dall'album Songs From The Cold Seas del 1994, con parole le voci di Suzanne Vega e John Cale. Sulle note del brano lo speaker annunciava: "Alle otto della sera, il racconto delle cose e dei fatti", aggiungendo dopo una breve pausa il titolo del ciclo e il nome dell'autore. La trasmissione era organizzata in cicli monografici della durata di 20 puntate (sporadicamente di 15 o 10 e in un unico caso di 5), cioè quattro settimane. Dal 1999 al 2009 sono stati prodotti e trasmessi più di 140 diversi cicli originali. Il programma, oltre alla programmazione serale, prevedeva una replica, ogni notte, dal lunedì al venerdì, dalle 2:00 alle 2:30, che riproponeva il ciclo messo in onda il mese precedente.
Gli argomenti trattati spaziano tra letteratura, storia, filosofia, scienza, arte, spettacolo e biografie di personaggi famosi; di ciclo in ciclo erano affidati ad un singolo autore, che conduceva il programma per tutta la durata del ciclo, coadiuvato da un curatore ed un regista. Nel corso degli anni nel ruolo di conduttore si sono si alternati storici, filosofi, scienziati, giornalisti, studiosi autorevoli e specialisti, esperti nei vari campi del sapere umano. La cifra stilistica della trasmissione era la capacità di addentrarsi in profondità in un argomento, riuscendo tuttavia a mantenere un taglio divulgativo privo di orpelli accademici, grazie ad un linguaggio scorrevole, che permetteva di trasmettere agilmente ad un vasto pubblico le conoscenze del conduttore.
Il programma riprese la programmazione nel 2014 sulla rete WR6 di Radiorai. Furono realizzati sei cicli di sei puntate di un'ora ciascuna (successivamente resi disponibili nel formato di dodici puntate di mezz'ora ciascuna), con un minutaggio complessivo pari a quella dell'edizione classica di Radio2. I cicli realizzati erano I giorni della Grande Guerra, di Roberto Raja; Lo specchio dell'Altro. L'Italia multietnica, di Laura Zanfrini; Guglielmo II. Il Kaiser, di Sergio Valzania; Alfonso il Savio, di Franco Cardini; Vola colomba. Trieste parla italiano, di Giuseppe Parlato; Waterloo, di Sergio Valzania, tutti disponibili in podcast sul sito WR6 della Rai.

## Ridimensionamento della programmazione radiofonica
Dal giorno 11 settembre 2009, in seguito al cambio di direzione della rete, nel bel mezzo della programmazione del ciclo D'Annunzio a Fiume, la trasmissione scomparve dal palinsesto di Radio 2, perdendo la sua storica cadenza giornaliera, per essere ridotta ad una sola puntata alla settimana, la domenica sera.
Una volta persa la sua usuale collocazione giornaliera, il programma continuò però ad essere prodotto e reso disponibile giornalmente sul sito web (e in podcast su iTunes), seppure con un'audience molto inferiore.
La trasmissione tornò in onda su Rai Web Radio 6 dal 3 novembre 2014.
I cicli pianificati prima del ridimensionamento del settembre 2009 erano i seguenti:
| Titolo             | Autore                   | Data Inizio | Data Fine  | Puntate |
| ------------------ | ------------------------ | ----------- | ---------- | ------- |
| 1989               | Luciano Canfora          | 19/10/2009  | 13/11/2009 | 20      |
| Le guerre persiane | Valerio Massimo Manfredi | 16/11/2009  | 11/12/2009 | 20      |
| Pascal             | Maurizio Schoepflin      | 14/12/2009  | 25/12/2009 | 10      |

## Genesi e redazione del programma
La prima redazione di Alle otto della sera si formò tra il settembre e l'ottobre del 1999: la componevano Giancarlo Simoncelli e Nella Ottolenghi. Con il ciclo British Invasion (maggio 2000) iniziò a collaborare Angela Zamparelli, che successivamente entrò a far parte stabilmente della redazione. Nel settembre 2000, Vittorio Attamante, regista della sede di Torino, iniziò a lavorare per il programma: il suo primo ciclo fu La Vita prestissimo.
I registi di Alle otto della sera erano:
- Giancarlo Simoncelli (regista e curatore)
- Angela Zamparelli (regista e curatrice)
- Federica Barozzi (regista)
- Caterina Olivetti (regista – sede di Torino)

Nel corso degli anni hanno collaborato con regie:
- Vittorio Attamante (sede di Torino)
- Laura Zanacchi (redazione di Roma)
- Carlotta Zanini (redazione di Roma)

Hanno collaborato saltuariamente:
- Antonella Bottini
- Claudio Licoccia
- Cristiana Merli
- Gabriele Parenti
- Sara Zambotti

## Trasposizione tipografica
Dal programma è nata un'omonima collana di libri, Alle 8 della sera, edita da Sellerio, che di 27 cicli pubblica il trascritto delle varie puntate, rielaborato in forma scritta a cura degli stessi autori.

### Autori e titoli della collana
1. Luciano Canfora, 1914
2. Franco Cardini, Lawrence d'Arabia
3. Sergio Valzania, Sparta e Atene. Il racconto di una guerra
4. Giulio Andreotti, De Gasperi
5. Demetrio Volcic, 1956. Krusciov contro Stalin
6. Claudio Strinati, Il mestiere dell'artista. Da Giotto a Leonardo
7. Giuseppe Zecchini, Attila
8. Franco Farinelli, L'invenzione della Terra
9. Alessandro Barbero, Federico il Grande
10. Franco Cardini, Francesco Giuseppe
11. Marco Meschini, Le crociate di Terrasanta
12. Andrea Segrè e Alberto Grossi, Dalla fame alla sazietà
13. Maurizio Bettini, C'era una volta il mito
14. Daria Galateria, Mestieri di scrittori
15. Luciano Canfora, 1956. L'anno spartiacque
16. Corrado Guerzoni, Aldo Moro
17. Demetrio Volcic, 1968. L'autunno di Praga
18. Umberto Guidoni, Dallo Sputnik allo Shuttle
19. Maurizio Bettini, Alle porte dei sogni
20. Claudio Strinati, Il mestiere dell'artista. Da Raffaello a Caravaggio
21. Antonella Ferrera, Segreti d'Oriente
22. Gustavo Corni, Popoli in movimento
23. Franco Cardini, Napoleone III
24. Alessandro Scafi, Alla scoperta del paradiso: un atlante del cielo sulla terra
25. Claudio Strinati, Il mestiere dell'artista. Dal Caravaggio al Baciccio
26. Sergio Valzania, Napoleone
27. Alessandro Barbero, Il divano di Istanbul
28. Marco Meschini, Le pietre e la luce. La cattedrale del Medioevo

## Cronologia dei cicli
| N.                  | Titolo                                                      | Autore                            | Data inizio | Data fine  | Episodi |
| ------------------- | ----------------------------------------------------------- | --------------------------------- | ----------- | ---------- | ------- |
| 1                   | Annibale                                                    | Giovanni Brizzi                   | 01/11/1999  | 26/11/1999 | 20      |
| 2                   | Viaggio nel Jazz                                            | Massimo Catalano                  | 29/11/1999  | 24/12/1999 | 20      |
| 3                   | L'Italia negli anni della guerra fredda                     | Sergio Romano                     | 27/12/1999  | 21/01/2000 | 20      |
| 4                   | Medioevo perduto                                            | Franco Cardini                    | 24/01/2000  | 18/02/2000 | 20      |
| 5                   | Scrittori alla sbarra                                       | Daria Galateria                   | 21/02/2000  | 17/03/2000 | 20      |
| 6                   | In-tesi                                                     | Antonella Bottini                 | 20/03/2000  | 14/04/2000 | 20      |
| 7                   | Giulio Cesare                                               | Luciano Canfora                   | 17/04/2000  | 12/05/2000 | 20      |
| 8                   | British invasion                                            | Marco Dolcetta                    | 15/05/2000  | 09/06/2000 | 20      |
| 9                   | Napoleone                                                   | Sergio Valzania                   | 12/06/2000  | 07/07/2000 | 20      |
| 10                  | Oggetti del 2000                                            | Beppe Severgnini                  | 10/07/2000  | 04/08/2000 | 20      |
| 11                  | 10 Poeti Italiani del '900                                  | Franco Croce                      | 07/08/2000  | 18/08/2000 | 10      |
| 12                  | Ulisse ha preso il Jet                                      | Pier Francesco Listri             | 21/08/2000  | 01/09/2000 | 10      |
| 13                  | La Vita prestissimo                                         | Ernesto Franco                    | 04/09/2000  | 15/09/2000 | 10      |
| 14                  | Le origini dell'arte contemporanea                          | Vittorio Sgarbi                   | 18/09/2000  | 13/10/2000 | 20      |
| 15                  | Carlo V                                                     | Giuseppe Galasso                  | 16/10/2000  | 10/11/2000 | 20      |
| 16                  | Il Saladino                                                 | Franco Cardini                    | 13/11/2000  | 24/11/2000 | 10      |
| 17                  | Italiani d'Egitto                                           | Sergio Tau                        | 27/11/2000  | 22/12/2000 | 20      |
| 1 (prima replica)   | Annibale                                                    | Giovanni Brizzi                   | 25/12/2000  | 19/01/2001 | 20      |
| 18                  | Storia di Karol                                             | Gian Franco Svidercoschi          | 22/01/2001  | 16/02/2001 | 20      |
| 19                  | Casa Einaudi                                                | Ernesto Ferrero                   | 19/02/2001  | 02/03/2001 | 10      |
| 20                  | Avanguardie del 900                                         | Marco Dolcetta                    | 05/03/2001  | 30/03/2001 | 20      |
| 21                  | Le radici della scienza                                     | Lucio Russo                       | 02/04/2001  | 27/04/2001 | 20      |
| 22                  | Lawrence d'Arabia                                           | Franco Cardini                    | 30/04/2001  | 25/05/2001 | 20      |
| 23                  | La storia in cucina                                         | Massimo Montanari                 | 28/05/2001  | 22/06/2001 | 20      |
| 24                  | Bestseller d'Italia                                         | Pier Francesco Listri             | 25/06/2001  | 13/07/2001 | 15      |
| 25                  | Che colpa abbiamo noi                                       | Giovanna Gagliardo                | 16/07/2001  | 10/08/2001 | 20      |
| 26                  | Il Paradiso: gli ultimi quattro canti                       | Franco Croce                      | 13/08/2001  | 24/08/2001 | 10      |
| 27                  | Musica di Confine                                           | Mimmo Mollica                     | 27/08/2001  | 07/09/2001 | 10      |
| 28                  | Silla                                                       | Giovanni Brizzi                   | 10/09/2001  | 05/10/2001 | 20      |
| 29                  | Il caso Nietzsche                                           | Gianni Vattimo                    | 08/10/2001  | 02/11/2001 | 20      |
| 30                  | Edda e Galeazzo                                             | Giordano Bruno Guerri             | 05/11/2001  | 30/11/2001 | 20      |
| 31                  | Sesterzi, talleri ed euro                                   | Myrta Merlino                     | 03/12/2001  | 28/12/2001 | 20      |
| 32                  | Chi rompe paga                                              | Lucio Dalla                       | 31/12/2001  | 25/01/2002 | 20      |
| 33                  | Sparta e Atene                                              | Sergio Valzania                   | 28/01/2002  | 22/02/2002 | 20      |
| 34                  | Venti divi, venti film                                      | Giovanna Gagliardo                | 25/02/2002  | 22/03/2002 | 20      |
| 35                  | Mussolini. Il figlio del fabbro: la giovinezza              | Giordano Bruno Guerri             | 25/03/2002  | 19/04/2002 | 20      |
| 36                  | Socrate                                                     | Luciano Canfora                   | 22/04/2002  | 17/05/2002 | 20      |
| 37                  | L'Arte della Conversazione                                  | Benedetta Craveri Luca Zingaretti | 20/05/2002  | 31/05/2002 | 10      |
| 38                  | Chi comanda in Italia                                       | Antonio Galdo                     | 03/06/2002  | 28/06/2002 | 20      |
| 39                  | Stalin                                                      | Franco Cardini                    | 01/07/2002  | 19/07/2002 | 15      |
| 40                  | Paolo Conte                                                 | Paolo Conte                       | 22/07/2002  | 02/08/2002 | 10      |
| 41                  | Dieci romanzi romanzeschi                                   | Franco Croce                      | 05/08/2002  | 16/08/2002 | 10      |
| 42                  | Le città degli scrittori                                    | Pier Francesco Listri             | 19/08/2002  | 06/09/2002 | 15      |
| 43                  | Il Libro e il Moschetto                                     | Giordano Bruno Guerri             | 09/09/2002  | 04/10/2002 | 20      |
| 44                  | Cielo e terra nuovi                                         | Gian Franco Svidercoschi          | 07/10/2002  | 18/10/2002 | 10      |
| 45                  | Sussurri di Hermes                                          | Maurizio Bettini                  | 21/10/2002  | 15/11/2002 | 20      |
| 46                  | Chi ha ucciso Fermat?                                       | Piergiorgio Odifreddi             | 18/11/2002  | 13/12/2002 | 20      |
| 47                  | Flaiano e il tempo di vivere                                | Carlotta Ercolino                 | 16/12/2002  | 20/12/2002 | 5       |
| 48                  | Storie di divi e di film                                    | Giovanna Gagliardo                | 23/12/2002  | 17/01/2003 | 20      |
| 49                  | Alexandros                                                  | Valerio Massimo Manfredi          | 20/01/2003  | 14/02/2003 | 20      |
| 50                  | La Lente del Critico                                        | Federico Zeri                     | 17/02/2003  | 14/03/2003 | 20      |
| 51                  | I palazzi del potere                                        | Antonio Galdo                     | 17/03/2003  | 11/04/2003 | 20      |
| 52                  | Il Globo, la Mappa, il Mondo                                | Franco Farinelli                  | 14/04/2003  | 09/05/2003 | 20      |
| 53                  | Sulle tracce della doppia elica                             | Giulio Giorello                   | 12/05/2003  | 06/06/2003 | 20      |
| 54                  | Eroi, mostri e principesse                                  | Ernesto Franco                    | 09/06/2003  | 20/06/2003 | 10      |
| 55                  | Le Scandalose                                               | Patrizia Carrano                  | 23/06/2003  | 18/07/2003 | 20      |
| 56                  | Eugenio Montale                                             | Franco Croce                      | 21/07/2003  | 01/08/2003 | 10      |
| 57                  | Il fuoco e il ghiaccio                                      | Antonella Ferrera                 | 04/08/2003  | 29/08/2003 | 20      |
| 58                  | Liberi e faziosi                                            | Adolfo Chiesa                     | 01/09/2003  | 12/09/2003 | 10      |
| 59                  | Anna Magnani                                                | Italo Moscati                     | 15/09/2003  | 26/09/2003 | 10      |
| 60                  | Alcide De Gasperi                                           | Giulio Andreotti                  | 29/09/2003  | 24/10/2003 | 20      |
| 61                  | L'esercito del Papa                                         | Gian Franco Svidercoschi          | 27/10/2003  | 21/11/2003 | 20      |
| 62                  | Lo specchio della mente                                     | Enrico Bellone                    | 24/11/2003  | 19/12/2003 | 20      |
| 63                  | Carlo Magno                                                 | Alessandro Barbero                | 22/12/2003  | 16/01/2004 | 20      |
| 64                  | 1914                                                        | Luciano Canfora                   | 19/01/2004  | 13/02/2004 | 20      |
| 65                  | Il mestiere dell'artista. Da Giotto a Leonardo da Vinci     | Claudio Strinati                  | 16/02/2004  | 12/03/2004 | 20      |
| 66                  | The Bello Gallico                                           | Elio                              | 15/03/2004  | 26/03/2004 | 10      |
| 67                  | Gli Alinari: L'Italia in Posa                               | Pier Francesco Listri             | 29/03/2004  | 23/04/2004 | 20      |
| 68                  | Rock Involution                                             | Marco Dolcetta                    | 26/04/2004  | 21/05/2004 | 20      |
| 69                  | Re di Denari                                                | Myrta Merlino                     | 24/05/2004  | 04/06/2004 | 10      |
| 70                  | Le porte dei sogni                                          | Maurizio Bettini                  | 07/06/2004  | 02/07/2004 | 20      |
| 71                  | Giorgio Caproni                                             | Franco Croce                      | 05/07/2004  | 16/07/2004 | 10      |
| 72                  | Francesco Giuseppe                                          | Franco Cardini                    | 19/07/2004  | 13/08/2004 | 20      |
| 3 (prima replica)   | L'Italia negli anni della guerra fredda                     | Sergio Romano                     | 16/08/2004  | 10/09/2004 | 20      |
| 73                  | Attila                                                      | Giuseppe Zecchini                 | 13/09/2004  | 08/10/2004 | 20      |
| 74                  | Vite da Logico                                              | Piergiorgio Odifreddi             | 11/10/2004  | 05/11/2004 | 20      |
| 75                  | Vittorio De Sica                                            | Italo Moscati                     | 08/11/2004  | 03/12/2004 | 20      |
| 76                  | Marinetti: a cavallo del vento e della luce                 | Antonio Pantano                   | 06/12/2004  | 17/12/2004 | 10      |
| 77                  | L'invenzione della Terra                                    | Franco Farinelli                  | 20/12/2004  | 14/01/2005 | 20      |
| 78                  | Il fiore e la spada                                         | Antonella Ferrera                 | 17/01/2005  | 11/02/2005 | 20      |
| 79                  | La Battaglia di Adrianopoli                                 | Alessandro Barbero                | 14/02/2005  | 11/03/2005 | 20      |
| 80                  | Teddy "Grizzly" Roosevelt                                   | Franco Cardini                    | 14/03/2005  | 08/04/2005 | 20      |
| 81                  | Einstein, Il Socrate della Fisica                           | Giulio Giorello                   | 11/04/2005  | 06/05/2005 | 20      |
| 82                  | Il mestiere dell'artista. Da Raffaello a Caravaggio         | Claudio Strinati                  | 09/05/2005  | 03/06/2005 | 20      |
| 83                  | Sex and the Polis                                           | Eva Cantarella                    | 06/06/2005  | 01/07/2005 | 20      |
| 84                  | Thomas More                                                 | Maurizio Schoepflin               | 04/07/2005  | 15/07/2005 | 10      |
| 85                  | Nipponga                                                    | Gian Carlo Calza                  | 18/07/2005  | 12/08/2005 | 20      |
| 86                  | La vita avventurosa di Roberto Rossellini                   | Maurizio Giammusso                | 15/08/2005  | 09/09/2005 | 20      |
| 87                  | Il mondo dopo l'11 settembre                                | Sergio Romano                     | 12/09/2005  | 07/10/2005 | 20      |
| 88                  | Fabbriche                                                   | Antonio Galdo                     | 10/10/2005  | 04/11/2005 | 20      |
| 89                  | Crack. Storie di uomini, capitali e poteri                  | Myrta Merlino                     | 07/11/2005  | 18/11/2005 | 10      |
| 90                  | Napoleone III                                               | Franco Cardini                    | 21/11/2005  | 16/12/2005 | 20      |
| 91                  | Piccoli Mozart                                              | Italo Moscati                     | 19/12/2005  | 13/01/2006 | 20      |
| 92                  | The bello civili                                            | Elio                              | 16/01/2006  | 27/01/2006 | 10      |
| 93                  | La società dei Ghetti                                       | Gustavo Corni                     | 30/01/2006  | 24/02/2006 | 20      |
| 94                  | 1956: Krusciov contro Stalin                                | Demetrio Volcic                   | 27/02/2006  | 24/03/2006 | 20      |
| 95                  | Il mestiere dell'artista. Dal Caravaggio al Baciccio        | Claudio Strinati                  | 27/03/2006  | 21/04/2006 | 20      |
| 96                  | Enrico Mattei: lo stratega del petrolio                     | Nico Perrone                      | 24/04/2006  | 19/05/2006 | 20      |
| 97                  | Colombo, l'ammiraglio delle zanzare                         | Franco Farinelli                  | 22/05/2006  | 16/06/2006 | 20      |
| 98                  | Sergio Leone                                                | Italo Moscati                     | 19/06/2006  | 14/07/2006 | 20      |
| 99                  | Eduardo De Filippo                                          | Maurizio Giammusso                | 17/07/2006  | 11/08/2006 | 20      |
| 100                 | C'era una volta il Mito                                     | Maurizio Bettini                  | 14/08/2006  | 08/09/2006 | 20      |
| 101                 | Sant'Agostino                                               | Maurizio Schoepflin               | 11/09/2006  | 22/09/2006 | 10      |
| 102                 | Dalla fame alla sazietà                                     | Andrea Segrè                      | 25/09/2006  | 20/10/2006 | 20      |
| 103                 | Le Crociate                                                 | Marco Meschini                    | 23/10/2006  | 17/11/2006 | 20      |
| 104                 | Federico Il Grande                                          | Alessandro Barbero                | 20/11/2006  | 15/12/2006 | 20      |
| 105                 | 1956. L'anno spartiacque                                    | Luciano Canfora                   | 18/12/2006  | 12/01/2007 | 20      |
| 106                 | Chung Kuo-Cina, l'Impero di Mezzo                           | Federico Rampini                  | 15/01/2007  | 09/02/2007 | 20      |
| 107                 | Tamerlano                                                   | Franco Cardini                    | 12/02/2007  | 09/03/2007 | 20      |
| 108                 | I mestieri degli scrittori                                  | Daria Galateria                   | 12/03/2007  | 06/04/2007 | 20      |
| 109                 | Il paradiso in terra                                        | Alessandro Scafi                  | 09/04/2007  | 04/05/2007 | 20      |
| 110                 | 29 maggio 1453: la caduta di Costantinopoli                 | Silvia Ronchey                    | 07/05/2007  | 01/06/2007 | 20      |
| 111                 | Segreti d'Oriente                                           | Antonella Ferrera                 | 04/06/2007  | 29/06/2007 | 20      |
| 112                 | Gengis Khan                                                 | Vito Bianchi                      | 02/07/2007  | 27/07/2007 | 20      |
| 113                 | Luciano Bonaparte: il principe archeologo                   | Giuseppe Della Fina               | 30/07/2007  | 10/08/2007 | 10      |
| 114                 | Federico Fellini                                            | Italo Moscati                     | 13/08/2007  | 07/09/2007 | 20      |
| 115                 | Dallo Sputnik allo Shuttle                                  | Umberto Guidoni                   | 10/09/2007  | 05/10/2007 | 20      |
| 116                 | Popoli in movimento                                         | Gustavo Corni                     | 08/10/2007  | 02/11/2007 | 20      |
| 117                 | Quell'estate del '92                                        | Claudio Martelli                  | 05/11/2007  | 30/11/2007 | 20      |
| 118                 | Il mestiere dell'artista. Scultori e Pittori del Settecento | Claudio Strinati                  | 03/12/2007  | 28/12/2007 | 20      |
| 119                 | Scipione l'Africano                                         | Giovanni Brizzi                   | 31/12/2007  | 25/01/2008 | 20      |
| 120                 | La primavera di Praga                                       | Demetrio Volcic                   | 28/01/2008  | 22/02/2008 | 20      |
| 121                 | Van Gogh                                                    | Giordano Bruno Guerri             | 25/02/2008  | 21/03/2008 | 20      |
| 122                 | Aldo Moro                                                   | Corrado Guerzoni                  | 24/03/2008  | 18/04/2008 | 20      |
| 123                 | Senza confine                                               | Ugo Fabietti                      | 21/04/2008  | 16/05/2008 | 20      |
| 124                 | Il turco a Vienna. L'Assedio Ottomano del 1683              | Franco Cardini                    | 19/05/2008  | 13/06/2008 | 20      |
| 125                 | Le pietre e la luce: la cattedrale nel Medioevo             | Marco Meschini                    | 16/06/2008  | 11/07/2008 | 20      |
| 126                 | Marco Polo: un mercante a Pechino                           | Vito Bianchi                      | 14/07/2008  | 08/08/2008 | 20      |
| 127                 | Santi imprenditori                                          | Maurizio Schoepflin               | 11/08/2008  | 22/08/2008 | 10      |
| 128                 | Hitchcock                                                   | Italo Moscati                     | 25/08/2008  | 19/09/2008 | 20      |
| 129                 | L'oro bianco. L'avventura del sale                          | Fabio Fassone                     | 22/09/2008  | 17/10/2008 | 20      |
| 130                 | Io sono l'altro                                             | Maurizio Bettini                  | 20/10/2008  | 14/11/2008 | 20      |
| 131                 | Venti imperatori romani                                     | Andrea Giardina                   | 17/11/2008  | 12/12/2008 | 20      |
| 132                 | Il mestiere dell'artista. Pittori e Scultori dell'Ottocento | Claudio Strinati                  | 15/12/2008  | 09/01/2009 | 20      |
| 133                 | BETASOM                                                     | Achille Rastelli                  | 12/01/2009  | 06/02/2009 | 20      |
| 134                 | La vita vissuta                                             | Francesco Cossiga                 | 09/02/2009  | 06/03/2009 | 20      |
| 135                 | Vite sprecone                                               | Antonio Galdo                     | 09/03/2009  | 03/04/2009 | 20      |
| 136                 | La Stasi sopra Berlino                                      | Paolo Soldini                     | 06/04/2009  | 01/05/2009 | 20      |
| 137                 | Ayatollah Khomeini                                          | Bijan Zarmandili                  | 04/05/2009  | 29/05/2009 | 20      |
| 138                 | Buon compleanno Darwin!                                     | Piergiorgio Odifreddi             | 01/06/2009  | 26/06/2009 | 20      |
| 139                 | Dalla Terra alla Luna                                       | Umberto Guidoni                   | 29/06/2009  | 24/07/2009 | 20      |
| 140                 | Greta Garbo                                                 | Italo Moscati                     | 27/07/2009  | 21/08/2009 | 20      |
| 141                 | D'Annunzio a Fiume                                          | Giuseppe Parlato                  | 24/08/2009  | 18/09/2009 | 20      |
| 142                 | Il divano di Istanbul                                       | Alessandro Barbero                | 21/09/2009  | 16/10/2009 | 20      |
| 143                 | Pascal                                                      | Maurizio Schoepflin               | 19/10/2009  | 30/10/2009 | 10      |
| 1 (seconda replica) | Annibale                                                    | Giovanni Brizzi                   | 14/02/2012  | 08/06/2012 | 20      |
| 110 (replica)       | 29 maggio 1453: la caduta di Costantinopoli                 | Silvia Ronchey                    | 12/11/2012  | 07/12/2012 | 20      |
| 106 (replica)       | Chung Kuo-Cina, l'Impero di Mezzo                           | Federico Rampini                  | 10/12/2012  | 04/01/2013 | 20      |
| 63 (replica)        | Carlo Magno                                                 | Alessandro Barbero                | 09/07/2012  | 25/01/2013 | 20      |
| 49 (replica)        | Alexandros                                                  | Valerio Massimo Manfredi          | 29/04/2013  | 24/05/2013 | 20      |
| 7 (replica)         | Giulio Cesare                                               | Luciano Canfora                   | 27/05/2013  | 21/06/2013 | 20      |
| 131 (replica)       | Venti imperatori romani                                     | Andrea Giardina                   | 22/07/2013  | 16/08/2013 | 20      |
| 126 (replica)       | Marco Polo: un mercante a Pechino                           | Vito Bianchi                      | 19/08/2013  | 13/09/2013 | 20      |
| 36 (replica)        | Socrate                                                     | Luciano Canfora                   | 14/10/2013  | 08/11/2013 | 20      |
| 73 (replica)        | Attila                                                      | Giuseppe Zecchini                 | 11/11/2013  | 06/12/2013 | 20      |
| 3 (seconda replica) | L'Italia negli anni della guerra fredda                     | Sergio Romano                     | 09/12/2013  | 03/01/2014 | 20      |
| 64 (replica)        | 1914                                                        | Luciano Canfora                   | 06/01/2014  | 31/01/2014 | 20      |
| 119 (replica)       | Scipione l'Africano                                         | Giovanni Brizzi                   | 03/02/2014  | 28/02/2014 | 20      |
| 5 (replica)         | Scrittori alla sbarra                                       | Daria Galateria                   | 03/03/2014  | 28/03/2014 | 20      |
| 144                 | I giorni della Grande Guerra                                | Roberto Raja                      |             | 10/04/2014 | 12      |
| 145                 | Lo specchio dell'altro. L'Italia multietnica                | Laura Zanfrini                    |             | 21/04/2014 | 12      |
| 70 (replica)        | Le porte dei sogni                                          | Maurizio Bettini                  | 31/03/2014  | 25/04/2014 | 20      |
| 146                 | Guglielmo II, il Kaiser                                     | Sergio Valzania                   |             | 05/05/2014 | 12      |
| 93 (replica)        | La Società dei Ghetti                                       | Gustavo Corni                     |             | 20/06/2014 | 20      |
| 147                 | Alfonso, il Savio                                           | Franco Cardini                    |             | 03/11/2014 | 12      |
| 148                 | Vola colomba. Trieste torna italiana                        | Giuseppe Parlato                  |             | 10/11/2014 | 12      |
| 149                 | Waterloo                                                    | Sergio Valzania                   |             | 17/11/2014 | 12      |
| 150                 | Il Principe di Metternich                                   | Luigi Mascilli Migliorini         |             | 08/04/2015 | 12      |
| 151                 | La guerra civile ateniese                                   | Luciano Canfora                   |             | 16/04/2015 | 12      |
| 152                 | Dalla Dacia alla Romania                                    | Livio Zerbini                     |             | 24/04/2015 | 12      |
| 142 (replica)       | Il divano di Istanbul                                       | Alessandro Barbero                |             | 01/05/2015 | 20      |